# Robert Anton Wilson
Robert Anton Wilson (New York, 18 gennaio 1932 – Capitola, 11 gennaio 2007) è stato uno scrittore, saggista, giornalista pubblicista, drammaturgo, poeta e sceneggiatore statunitense, noto per la trilogia fantascientifica "Gli illuminati"; è stato anche redattore e curatore editoriale della rivista Playboy.

## Biografia
Wilson è stato l'autore della serie Schrödinger's Cat. Ha anche scritto insieme a Robert Shea la trilogia degli Illuminati, dove da uno sguardo umoristico a un'America amante di cospirazioni. In Grilletto cosmico introduce il discordianesimo, il sufismo, gli Illuminati, il futurismo e altri tipi di disordine. Ha anche lavorato con Timothy Leary per promuovere le idee futuribili della migrazione nello spazio, miglioramento della vita e sviluppo dell'intelligenza. Le altre opere di Wilson sono Sex, drugs and magick e L'ascesa di Prometeo. I suoi libri non fantascientifici sono: Psicologia quantistica, La nuova inquisizione e i due successivi volumi del Grilletto cosmico. Lui e Miriam Joan Hill hanno scritto insieme Everything Is Under Control: Conspiracies, Cults and Cover-ups  (lett. "Tutto sotto controllo: cospirazioni, culti e scherzi di copertura"), un'enciclopedia delle teorie del complotto.
Da sempre definitosi un socialista libertario, Wilson, di conseguenza, fu uno strenuo critico ed oppositore, sia del capitalismo sia del socialismo di Stato, dichiarandosi altresì un ammiratore del Freiwirtschaft ("Economia Libera"), teoria economica formulata dal mercante ed economista anarchico tedesco Silvio Gesell, "rappresentante del popolo (Ministro) per le Finanze" durante il breve periodo della Repubblica Bavarese dei Consigli, oltreché propugnatore di una sua personale forma di reddito di base incondizionato, denominato dallo stesso autore con il solo acronimo di RICH.

## Opere

### Romanzi
- The Sex Magicians (1973)
- Trilogia Gli illuminati (The Illuminatus! Trilogy, 1975), con Robert Shea. Premio Prometheus Hall of Fame 1986
  - L'occhio nella piramide (The Eye in the Pyramid)
  - La mela d'oro (The Golden Apple)
  - Il Leviatano (Leviathan)
- Schrödinger's Cat, trilogia (1979–1981)
  - The Universe Next Door
  - The Trick Top Hat
  - The Homing Pigeons
- Masks of the Illuminati (1981)
- The Historical Illuminatus Chronicles
  - The Earth Will Shake (1982)
  - The Widow's Son (1985)
  - Nature's God (1988)

### Trilogia autobiografica e filosofica
- Cosmic Trigger Trilogy
  - Cosmic Trigger I: The Final Secret of the Illuminati (1977)
  - Cosmic Trigger II: Down to Earth (1992)
  - Cosmic Trigger III: My Life After Death (1995)

#### Racconti
(elenco parziale)
- Il vecchio dell'isola (Island Man, 1981). Traduzione di Vittorio Curtoni, in Asimov. Rivista di Fantascienza n.1, SIAD Edizioni, 1981
- Parametri di progettazione per i testicoli a Cherry Valley (Project Parameters in Cherry Valley by the Testicles). Traduzione di Syd Migx, in Strani attrattori. Antologia di fantascienza radicale, Cyberpunkline n.6, Shake Edizioni, 1996

### Opere teatrali e sceneggiature
- Wilhelm Reich in Hell (1987)
- Reality Is What You Can Get Away With (1992; edizione rivista, con una nuova introduzione, 1996)
- The Walls Came Tumbling Down (1997)

### Saggistica
- Playboy's Book of Forbidden Words (1972)
- Sex and Drugs: A Journey Beyond Limits (1973)
- The Book of the Breast (1974)
- Neuropolitics (1978) (con Timothy Leary e George Koopman)
- The Game of Life (1979) (con Timothy Leary)
- Prometheus Rising (1983)
- The New Inquisition (1986)
- Natural Law, or Don't Put a Rubber on Your Willy (1987)
- Neuropolitique (1988) (con Timothy Leary e George Koopman), revisione di Neuropolitics
- Sex, Drugs and Magick: A Journey Beyond Limits (1988) revisione, con una nuova introduzione, di Sex and Drugs: A Journey Beyond Limits. Traduzione di Elisa Manisco, Sex, Drugs and Magick. I sentieri proibiti della trascendenza, Spazio Interiore, 2020, prefazione di Stefano Bollani.
- Ishtar Rising (1989) revisione di The Book of the Breast
- Quantum Psychology (1990)
- Everything Is Under Control: Conspiracies, Cults and Cover-ups (1998) (con Miriam Joan Hill)
- TSOG: The Thing That Ate the Constitution (2002)

#### Raccolte di saggi
- Email to the universe and other alterations of consciousness (2005), raccolta di saggi e nuovo materiale
- Coincidance: A Head Test (1988), saggi e nuovo materiale
- The Illuminati Papers (1980), raccolta di saggi e nuovo materiale
- Right Where You Are Sitting Now (1983), raccolta di saggi e nuovo materiale

#### Curatore editoriale
- Semiotext(e) SF (1989) (antologia, curatore, con Rudy Rucker e Peter Lamborn Wilson)
- Chaos and Beyond (1994) (curatore e autore principale)

## Discografia
- A Meeting with Robert Anton Wilson (ACE) cassetta
- Religion for the Hell of It (ACE) cassetta
- H.O.M.E.s on LaGrange (ACE) cassetta
- The New Inquisition (ACE) cassetta
- The H.E.A.D. Revolution (ACE) cassetta e CD
- Prometheus Rising (ACE) cassetta
- The Inner Frontier (con Timothy Leary) (ACE) cassetta
- The Magickal Movement: Present & Future (with Margot Adler, Isaac Bonewits & Selena Fox) (ACE) discussione panel – cassetta
- Magick Changing the World, the World Changing Magick (ACE) discussione panel – cassetta
- The Self in Transformation (ACE) discussione panel – cassetta
- The Once & Future Legend (con Ivan Stang, Robert Shea e altri) (ACE) discussione panel – cassetta
- What IS the Conspiracy, Anyway? (ACE) discussione panel – cassetta
- The Chocolate-Biscuit Conspiracy album con The Golden Horde (1984)
- Twelve Eggs in a Basket - CD
- Robert Anton Wilson On Finnegans Wake and Joseph Campbell (intervista di Faustin Bray e Brian Wallace) (1988) - set di 2 CD Sound Photosynthesis
- Acceleration of Knowledge (1991) cassetta
- Secrets of Power cassetta commedia
- Robert Anton Wilson Explains Everything: or Old Bob Exposes His Ignorance (30 luglio 2005) Sounds True ISBN 1-59179-375-0, ISBN 978-1-59179-375-5

## Filmografia

### Attore
- Túneis da Realidade, Os (a.k.a. Who Is the Master Who Makes the Grass Green?) (1996) Edgar Pêra (Portugal)
- Manual de Evasão (September 16, 1994) Edgar Pêra (Portugal)

### Sceneggiatore
- Wilhelm Reich in Hell (2005) (Video) Deepleaf Productions

### Se stesso
- Children of the Revolution: Tune Back In (2005) Revolutionary Child Productions
- The Gospel According to Philip K. Dick (2001) TKO Productions
- 23 (1998) (23 – Nichts ist so wie es scheint) Claussen & Wöbke Filmproduktion GmbH (Germany)
- Arise! The SubGenius Video (1992) (V) (a.k.a. Arise! SubGenius Recruitment Film #16) The SubGenius Foundation (USA)
- Borders (1989) Co-Directions Inc. (TV documentary)
- Fear In The Night: Demons, Incest and UFOs (1993) Video – Trajectories
- Twelve Eggs in a Box: Myth, Ritual and the Jury System (1994) Video – Trajectories
- Everything Is Under Control: Robert Anton Wilson in Interview (1998) Video – Trajectories

### Documentari
- Maybe Logic: The Lives and Ideas of Robert Anton Wilson, documentario con una selezione di oltre 25 anni di riprese di Wilson, distribuito in DVD nel Nord America il 30 maggio 2006.[3]